# Osidryas chersodes
Osidryas chersodes is een vlinder uit de familie van de Copromorphidae. De wetenschappelijke naam van de soort is voor het eerst geldig gepubliceerd in 1913 door Turner.